# Коломенский остров
Коло́менский о́стров находится в Адмиралтейском районе — исторической части Санкт-Петербурга. Ограничен с севера — рекой Мойкой, с востока — Крюковым каналом, с юго-востока — каналом Грибоедова, с юга — рекой Фонтанкой, с запада рекой Невой и с северо-запада — рекой Пряжкой.

## История
Остров образован искусственно в начале XVIII века путём отделения части острова Первушин (ныне — Покровский, Казанский, Коломенский и Спасский острова) путём соединения Екатерининского канала с рекой Мойкой и постройки Крюкова канала.
До 1917 года остров входил в Коломенскую часть.

## Мосты
- Остров соединён с Казанским островом через Крюков канал четырьмя мостами:

1. Матвеев мост
2. Мост Декабристов
3. Торговый мост
4. Кашин мост

- Соединён с 2-м Адмиралтейским островом Храповицким мостом через реку Мойку.
- Остров соединён с Покровским островом через Канал Грибоедова пятью мостами:

1. Пикалов мост (по набережной Крюкова канала)
2. Могилёвский мост (в створе Лермонтовского проспекта)
3. Аларчин мост (в створе Английского проспекта)
4. Коломенский мост (пешеходный, в створе улицы Володи Ермака)
5. Мало-Калинкин мост (по набережной Фонтанки)

- Соединён с Безымянным островом Старо-Калинкиным мостом через реку Фонтанку.

- Остров соединён с Матисовым островом через реку Пряжку четырьмя мостами:

1. Матисов мост.
2. Банный мост.
3. Бердов мост.
4. Подзорный мост (по территории завода «Адмиралтейские верфи»).

## Зелёные насаждения
- Сквер на площади Кулибина